# Césarée (film)
Pour plus de détails, voir Fiche technique et Distribution.
Césarée est un court métrage réalisé en 1979 par Marguerite Duras.

## Synopsis
Césarée, une ville antique détruite, est évoquée par Marguerite Duras en superposition d'images du jardin des Tuileries.

## Fiche technique
- Titre : Césarée
- Réalisation : Marguerite Duras
- Scénario : Marguerite Duras
- Narration : Marguerite Duras
- Pays :  France
- Genre : court métrage
- Durée : 10 minutes
- Format : Couleur
- Date de sortie : 1979

## Édition
- DVD , éditions Benoît Jacob.